# استيبان ساليس
استيبان ساليس (بالفرنسية: Esteban Salles) هو لاعب كرة قدم فرنسي في مركز حراسة المرمى، ولد في 2 مارس 1994 في أولورون سانت ماري في فرنسا. لعب مع نادي تور.

## وصلات خارجية
- استيبان ساليس على موقع قاعدة بيانات كرة القدم.إي يو (الإنجليزية)
- استيبان ساليس على موقع Soccerway.com (الإنجليزية)